# إيملي يونغ
إيملي يونغ هي متسابقة بياثل كندية، ولدت في 15 يناير 1991 في شمال فانكوفر ‏ في كندا.

## روابط خارجية
- إيملي يونغ على موقع Paralympic.org (الإنجليزية)
- إيملي يونغ على موقع IPC.InfostradaSports.com (مؤرشف) (الإنجليزية)
- إيملي يونغ على موقع اللجنة البارالمبية الكندية (الإنجليزية)